# Melissa Herrera
Melissa Herrera (Heredia, 10 ottobre 1996) è una calciatrice costaricana, attaccante dell'Olympique Marsiglia e della nazionale costaricana.
In nazionale maggiore dal 2012, ha vinto con la maglia de La Sele due medaglie d'oro ai Giochi centramericani, nelle edizioni di Costa Rica 2013 e Nicaragua 2017, disputando inoltre due campionati mondiali, Canada 2015 e Australia e Nuova Zelanda 2023, raggiungendo le cento presenze nell'aprile 2024.

## Statistiche

### Presenze e reti nei club
Statistiche aggiornate al 19 agosto 2025.
| Stagione        | Squadra             | Campionato      | Campionato | Campionato | Coppe nazionali | Coppe nazionali | Coppe nazionali | Coppe internazionali | Coppe internazionali | Coppe internazionali | Altre coppe | Altre coppe | Altre coppe | Totale | Totale |
| Stagione        | Squadra             | Comp            | Pres       | Reti       | Comp            | Pres            | Reti            | Comp                 | Pres                 | Reti                 | Comp        | Pres        | Reti        | Pres   | Reti   |
| --------------- | ------------------- | --------------- | ---------- | ---------- | --------------- | --------------- | --------------- | -------------------- | -------------------- | -------------------- | ----------- | ----------- | ----------- | ------ | ------ |
| 2025-2026       | Olympique Marsiglia | PL              | -          | -          | CF              | -               | -               | -                    | -                    | -                    | -           | -           | -           | -      | -      |
| Totale carriera | Totale carriera     | Totale carriera | .          | .          | -               | .               | .               | -                    | .                    | .                    | -           | .           | .           | .      | .      |

## Palmarès

### Club
- Campionato francese di seconda divisione: 1

Stade de Reims: 2018-2019